# Brett Keisel
(en) Statistiques sur pro-football-reference
Brett Keisel, né le 19 septembre 1978, est un joueur professionnel de football américain au poste de defensive end. Sélectionné par les Steelers de Pittsburgh au 7e tour de la draft 2002 de la NFL, il y joue pendant 12 saisons jusqu'en 2014. Il a auparavant joué au niveau universitaire chez les Cougars de BYU.

## Biographie

### Carrière universitaire
Keisel fut retenu comme redshirt lors de sa première année à l'université Brigham Young dans l'équipe de football américain.
Il y a joué en tant qu'ailier défensif (defensif end) lors de sa 2e année, puis fut transféré à Snow College l'année suivante.
Il revient ensuite à BYU pour y terminer sa carrière de football universitaire. 
| Statistiques                          | Statistiques |
| ------------------------------------- | ------------ |
| Tackles (solo + assistes)             | 66           |
| Tackles solo                          | 39           |
| Sacks                                 | 9            |
| Arrêts derrière la ligne de scrimmage | 19           |

### Carrière professionnelle
Keisel se présente à la draft 2002 de la NFL et est choisi par les Steelers de Pittsburgh au 7e tour au 242e choix total. Sa première année, en tant que débutant, il fait cinq apparitions et réussit quatre plaquages.
En 2003, il se retrouve sur la liste des blessés pour toute la saison après avoir subi une intervention chirurgicale à la suite d'une blessure à l'épaule. 
Il revient dans le roster pour la saison 2004, y fait 13 apparitions et réussi 9 tackles. 
L'année suivante, il joue lors des 16 matchs de la saison et y enregistre 33 tackles et 3 sacks, les premiers de sa carrière NFL. 
Après le départ de Kimo von Oelhoffen aux Jets de New York via la free agency en mars 2006, Brett signe un nouveau contrat de 4 ans avec les Steelers pour une valeur de 14 millions de $. Au cours de cette saison, il devient 1erchoix de son équipe pour la place de right defensive end et y joue les 16 matchs de championnat, réussissant 55 tackles et 5 1/2 sacks, le sommet de sa carrière. 

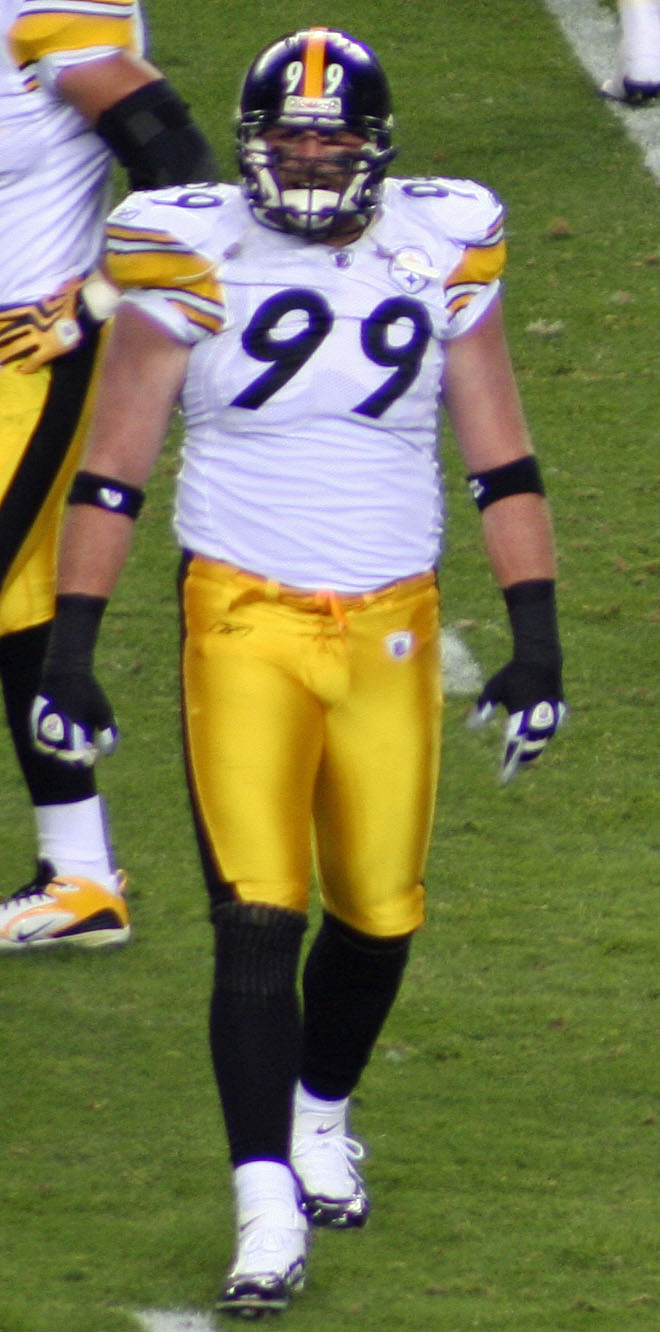
Keisel lors de la saison 2010

En 2007, il joue également les 16 matchs et y réussi 39 tackles et 2 sacks.
Le 31 août 2009, Keisel signe un nouveau contrat d'une valeur 18,885 millions de $ sur 5 ans, avec un boni à la signature de 5 millions.
En 2010, Keisel réussit la 1re interception de sa carrière et son 1er touchdown en 3e semaine contre les Buccaneers de Tampa Bay (interception d'une passe lancée par QB Josh Freeman qu'il retourné sur 79 yards pour un TD). En fin de saison, Keisel est sélectionné pour la première fois de sa carrière pour jouer les Pro Bowl avec l'AFC.
En 2014, à l'expiration de son contrat, Keisel devient free agent. Alors que l'agent Eric Metz déclaré que Keisela bien l'intention de continuer à jouer au football, aucun contrat ne lui est offert par les Steelers.
Le 19 août 2014, Keisel accepte de re-signer avec les Steelers, un contrat de 5 millions de $ sur deux ans incluant une prime à la signature 500 000 $.
Le 9 mars 2015, Keisel est libéré par les Steelers.
| Statistiques NFL          | Statistiques NFL |
| ------------------------- | ---------------- |
| Matchs joués              | 156              |
| Tackles (solo + assistes) | 408 (254 - 154)  |
| Sacks QB                  | 30               |
| Interceptions             | 2                |
| Touchdowns                | 1                |

## Vie privée
Avant sa carrière universitaire, Keisel fut nommé quatre fois en football américain et en basket-ball et 2 athlétisme lorsqu'il était élève à la Greybull High School de Greybull dans le Wyoming. Il fut sélectionné 4 fois en All-conférence et a gagné tous les honneurs de l'État comme tight end et linebacker (1995-1996), obtenant les prix USA Today Wyoming, Sportslink et Conference Player of the Year en 1996.
Keisel est un membre de The Church of Jesus Christ of Latter-day Saints.
Keisel excelle aussi bien au football qu'au basket-ball et désirait au départ aller à l'université pour le basket. Après avoir effectué des recherches sur les statistiques des joueurs de la NBA, ayant constaté que sa taille ne correspondant pas aux standards professionnels de l'époque, il se tourne alors vers le football américain.
Brett est le fils de Connie et de Lane Keisel. Il a 3 sœurs (Peggy, Kalli, et Codi) et 4 frères (Tom, Lance, Chris, et Tchad). Il s'est marié à son amour de lycée, Sarah. Le couple a un fils de 3 ans nommé Jacob et une fille d'1 an nommée Grâce.

### Da Beard(La Barbe)
Keisel a commencé à laisser pousser sa barbe lors d'un voyage de chasse en été avec son père. La barbe de Keisel devient célèbre en fin de saison NFL 2010. Beaucoup de joueurs en NFL se laissent pousser la barbe pendant les playoffs juste par superstition espérant que cela porte chance à leur équipe. Keisel a plus de suite dans les idées. Il crée une page Facebook et un compte Twitter dédiés à sa barbe. Celle-ci est mise en évidence à plusieurs reprises par les médias lors des playoffs joués par les Steelers. Dans une interview sur Steelers.com, il explique qu'il avait décidé de laisser pousser sa barbe après avoir eu une discussion au sujet du manque de caractères des joueurs de NFL. Dans une autre interview au Pittsburgh Post-Gazette, il a néanmoins déclaré qu'il voulait changer la chance de son équipe, vu qu'elle avait raté les playoffs la saison précédente. Keisel parle de sa barbe comme d'une belle chose et comme la plus grande barbe de tous les temps, encourageant ses coéquipiers à se la laisser également pousser. Après le Super Bowl, plusieurs vidéos ont été réalisées au sujet de la barbe de Keisel, dont une le décrivant comme un Juif hassidique. 
Le 24 février 2011, La Barbe (Da Beard) fut coupée à la suite d'une cérémonie intitulée Shear the Beard au centre-ville de Pittsburgh. L'événement caritatif a recueilli plus de 40,000 $ en faveur du Centre hospitalier pour enfants UPMC de Pittsburgh. Keisel déclare ensuite que "Da Beard" serait de retour le plus probablement pour le début de la prochaine saison. La Barbe décidera quand le moment sera venu de revenir a-t-il déclaré, et elle va tout d'un coup réapparaître. Keisel surnomme la saison 2011, La tournée revanche de La Barbe. Le 9 février 2012, Keisel tient le 2e Annual Shear the Beard Event. Tout comme l'année précédente, les fonds amassés sont versés à l'hôpital pour enfants de Pittsburgh. Une 3e cérémonie est réalisée le 7 février 2013 au Jergel's Rhythm Grille de Warrendale en Pennsylvanie, et toutes les recettes sont reversées au profit des Hôpitaux pour enfants victimes du cancer. Une 4e cérémonie se déroule le 5 février 2014, au même endroit et dans le même but caritatif.